# Víctor Ruiz del Valle
Víctor Ruiz del Valle (nació el 7 de junio de 1969 en Santiago Tepeyahualco, Hidalgo, México) es un exfutbolista mexicano. Jugó de centrocampista y su primer equipo fue Cruz Azul.

## Trayectoria
Nació en Santiago Tepeyahualco, Hidalgo, el 7 de junio de 1969. Surgió de las fuerzas básicas del Cruz Azul, debutó con la máquina el 22 de agosto de 1992 en un partido contra el Club León a los 23 años de edad y desde ese momento no soltó la titularidad, siendo uno de los mejores centrocampistas de la liga mexicana sus tiros libres eran su principal arma hasta que fue transferido al Deportivo Toluca, llegó a los diablos rojos como refuerzo para el Invierno 96 sin embargo el técnico de Toluca en ese momento Juan Manuel  Álvarez no confiaba en él, por lo cual casi no vio actividad en sus primeros dos torneos con el Toluca, en el Invierno 97  la directiva del Toluca despidió a Juan Manuel Álvarez por los malos resultados al principio de la temporada y llegó Enrique Meza para hacerse cargo del equipo, con la llegada de Meza las cosas cambiaron "el Ojitos" le dio la titularidad y respondió con creces, con Toluca vivió sus mejores años siendo pieza fundamental en el equipo ganando tres campeonatos Verano 98, Verano 99 y Verano 2000. Con la llegada de Ricardo Lavolpe a la dirección técnica del Toluca en el Invierno 2001  fue despojado de la titularidad y transferido al Club Necaxa para el siguiente torneo, su primer torneo en Necaxa fue bueno incluso anotó un gol en la final de ida del Verano 2002 contra el Club América la cual perderían los Rayos 3-2 en el marcador global. Después de eso fue participando en menos partidos por temporada hasta que se retiró al término del Clausura 2006 con el Necaxa.

## Estadísticas

### Clubes
La siguiente tabla detalla los encuentros disputados y los goles marcados en los clubes en los que ha militado.
| Cruz Azul F.C. · México |               |               |     |    |    |    |    |     |     |    |
| 1.ª | 1992-93       | 35            | 1   | -  | -  | -  | -  | 35  | 1   |    |
| 1.ª | 1993-94       | 36            | 1   | -  | -  | -  | -  | 36  | 1   |    |
| 1.ª | 1994-95       | 33            | 2   | 1  | 0  | -  | -  | 34  | 2   |    |
| 1.ª | 1995-96       | 34            | 1   | 4  | 1  | 3  | 0  | 41  | 2   |    |
| Total club | Total club    | 138           | 5   | 5  | 1  | 3  | 0  | 146 | 6   |    |
| Deportivo Toluca · México |               |               |     |    |    |    |    |     |     |    |
| 1.ª | 1996-97       | 17            | 0   | 4  | 0  | -  | -  | 21  | 0   |    |
| 1.ª | 1997-98       | 36            | 2   | -  | -  | -  | -  | 36  | 2   |    |
| 1.ª | 1998-99       | 41            | 11  | 1  | 0  | 3  | 0  | 45  | 11  |    |
| 1.ª | 1999-00       | 42            | 16  | 4  | 0  | 1  | 0  | 47  | 16  |    |
| 1.ª | 2000-01       | 36            | 8   | -  | -  | 83 | 1  | 44  | 9   |    |
| 1.ª | 2001-02       | 15            | 2   | 4  | 0  | -  | -  | 19  | 2   |    |
| Total club | Total club    | 187           | 39  | 13 | 0  | 12 | 1  | 212 | 40  |    |
| C. Necaxa · México |               |               |     |    |    |    |    |     |     |    |
| 1.ª | 2001-02       | 21            | 3   | -  | -  | -  | -  | 21  | 3   |    |
| 1.ª | 2002-03       | 19            | 0   | -  | -  | 4  | 0  | 23  | 0   |    |
| 1.ª | 2003-04       | 27            | 4   | -  | -  | -  | -  | 27  | 4   |    |
| 1.ª | 2004-05       | 11            | 1   | 1  | 0  | -  | -  | 12  | 1   |    |
| 1.ª | 2005-06       | 7             | 0   | 0  | 0  | -  | -  | 7   | 0   |    |
| Total club | Total club    | 85            | 8   | 1  | 0  | 4  | 0  | 90  | 8   |    |
| Total carrera | Total carrera | Total carrera | 410 | 52 | 19 | 1  | 18 | 1   | 448 | 54 |
| (1)Incluye datos de la Copa México, Pre Pre Libertadores (1998, 1999 y 2001) e InterLiga (2005 y 2006). (2)Incluye datos de la Copa Campeones CONCACAF (1996, 1998, 1999, 2000 y 2001). |               |               |     |    |    |    |    |     |     |    |

3 Jugó el único partido de la Copa de Campeones de la Concacaf 2001 debido a que se canceló el torneo por razones de reestructuración .

### Selección nacional
| Selección  | Año        | Amistosos | Amistosos | Eliminatorias | Eliminatorias | Mundial | Mundial | Copa Oro | Copa Oro | Copa América | Copa América | Copa Confederaciones | Copa Confederaciones | Total | Total |
| Selección  | Año        | Part.     | Goles     | Part.         | Goles         | Part.   | Goles   | Part.    | Goles    | Part.        | Goles        | Part.                | Goles                | Part. | Goles |
| ---------- | ---------- | --------- | --------- | ------------- | ------------- | ------- | ------- | -------- | -------- | ------------ | ------------ | -------------------- | -------------------- | ----- | ----- |
| México     |            |           |           |               |               |         |         |          |          |              |              |                      |                      |       |       |
| 1993       | 1          | 0         | -         | -             | -             | -       | -       | -        | -        | -            | -            | -                    | 1                    | 0     |       |
| 1995       | 4          | 1         | -         | -             | -             | -       | -       | -        | -        | -            | -            | -                    | 4                    | 1     |       |
| 2000       | 4          | 1         | 5         | 2             | -             | -       | -       | -        | -        | -            | -            | -                    | 9                    | 3     |       |
| 2001       | 5          | 0         | 4         | 1             | -             | -       | -       | -        | -        | -            | 3            | 1                    | 12                   | 2     |       |
| Total club | Total club | 14        | 2         | 9             | 3             | -       | -       | -        | -        | -            | -            | 3                    | 1                    | 26    | 6     |

## Estilo de juego
La educada pierna derecha fue el sello principal de Ruiz. Se trataba de un especialista en el cobro de los tiros de castigo, los cuales permanecen en la memoria de la afición choricera.

## Selección nacional

### Primeras convocatorias
Tras su buen desempeño con Cruz Azul durante el interinato de Ricardo Ferretti como entrenador convocó a varios jugadores jóvenes entre ellos el propio Ruiz, debutó el 29 de junio de 1993 en un partido amistoso frente a Costa Rica, sería su único partido que disputa en todo el año regresa a la selección hasta 1995 ya con Bora Milutinović como entrenador lo llama para unos partidos amistosos frente Colombia, Yugoslavia, Arabia Saudita y Chile.
Marca su primer gol en el juego frente a los colombianos por medio de su especialidad los tiros libres.

### Era Meza y clasificación rumbo a Corea Japón 2002
Con el arribo de Enrique Meza a la selección mexicana en el 2001, fue uno de los infaltables en sus convocatorias.
Después de cinco años sin convocatorias regresa a la selección en un partido amistoso frente a Venezuela, se mantiene como titular fijo y consigue disputar nueve partidos de las eliminatorias mundialistas rumbo a Corea Japón 2002 y marca tres goles Sin embargo, los resultados fueron adversos para Meza y él fue uno de los jugadores más criticados en la era Meza. Jugó 26 partidos con el Tri marcando 6 goles.
Aparece en el álbum oficial de la Copa Mundial de Fútbol de 2002 editado por Panini; sin embargo, no fue convocado.
Fecha de debut: 29 de junio de 1993
Partido de debut:  México 2-0  Costa Rica.
Entrenador con el que debutó: Ricardo Ferretti

### Participaciones en fases finales y Clasificatorias
| Competición                    | Categoría | Sede                                 | Resultado    | Partidos | Goles |
| ------------------------------ | --------- | ------------------------------------ | ------------ | -------- | ----- |
| Copa FIFA Confederaciones 2001 | Absoluta  | Corea del Sur y Japón                | Primera fase | 3        | 1     |
| Clasificación Mundial 2002     | Absoluta  | Norteamérica, Centroamérica y Caribe | Clasificado  | 9        | 3     |

### Partidos internacionales
| #  | Fecha                    | Rival             | Sede             | Estadio                       | Resultado | Competición                |
| -- | ------------------------ | ----------------- | ---------------- | ----------------------------- | --------- | -------------------------- |
| 1  | 29 de junio de 1993      | Costa Rica        | San José         | Estadio La Sabana             | 2 - 0     | Amistoso                   |
| 2  | 29 de marzo de 1995      | Chile             | Los Ángeles      | Los Angeles Memorial Coliseum | 1 - 2     | Amistoso                   |
| 3  | 11 de octubre de 1995    | Arabia Saudita    | Los Ángeles      | Los Angeles Memorial Coliseum | 2 - 1     | Amistoso                   |
| 4  | 16 de noviembre de 1995  | Yugoslavia        | Monterrey        | Estadio Tecnológico           | 0 - 0     | Amistoso                   |
| 5  | 30 de noviembre de 1995  | Colombia          | Los Ángeles      | Los Angeles Memorial Coliseum | 2 - 2     | Amistoso                   |
| 6  | 5 de julio de 2000       | Venezuela         | Monterrey        | Estadio Tecnológico           | 2 - 0     | Amistoso                   |
| 7  | 15 de agosto de 2000     | Canadá            | Ciudad de México | Estadio Azteca                | 1 - 2     | Clasificación Mundial 2002 |
| 8  | 16 de julio de 2000      | Panamá            | Panamá           | Estadio Rommel Fernández      | 2 - 0     | Clasificación Mundial 2002 |
| 9  | 3 de septiembre de 2000  | Panamá            | Ciudad de México | Estadio Azteca                | 7 - 1     | Clasificación Mundial 2002 |
| 10 | 20 de septiembre de 2000 | Ecuador           | San Diego        | The Home Depot Center         | 2 - 0     | Amistoso                   |
| 11 | 27 de septiembre de 2000 | Bolivia           | San José         | Spartan Stadium               | 2 - 0     | Amistoso                   |
| 12 | 8 de octubre de 2000     | Trinidad y Tobago | Ciudad de México | Estadio Azteca                | 7 - 0     | Clasificación Mundial 2002 |
| 13 | 20 de septiembre de 2000 | Estados Unidos    | Los Ángeles      | Los Angeles Memorial Coliseum | 0 - 2     | Amistoso                   |
| 14 | 15 de noviembre de 2000  | Canadá            | Toronto          | BMO Field                     | 0 - 0     | Clasificación Mundial 2002 |
| 15 | 31 de enero de 2001      | Colombia          | Los Ángeles      | Los Angeles Memorial Coliseum | 2 - 3     | Amistoso                   |
| 16 | 28 de febrero de 2001    | Estados Unidos    | Los Ángeles      | Los Angeles Memorial Coliseum | 0 - 2     | Amistoso                   |
| 17 | 7 de marzo de 2001       | Brasil            | Guadalajara      | Estadio Jalisco               | 3 - 3     | Amistoso                   |
| 18 | 25 de marzo de 2001      | Jamaica           | Ciudad de México | Estadio Azteca                | 4 - 0     | Clasificación Mundial 2002 |
| 19 | 11 de abril de 2001      | Chile             | Monterrey        | Estadio Tecnológico           | 2 - 0     | Amistoso                   |
| 20 | 25 de abril de 2001      | Trinidad y Tobago | Puerto España    | Queen's Park Oval             | 1 - 1     | Clasificación Mundial 2002 |
| 21 | 25 de mayo de 2001       | Inglaterra        | Derby            | Pride Park Stadium            | 0 - 4     | Amistoso                   |
| 22 | 30 de mayo de 2001       | Australia         | Suwon            | Estadio Mundialista de Suwon  | 0 - 2     | Copa Confederaciones 2001  |
| 23 | 1 de junio de 2001       | Corea del Sur     | Ulsan            | Estadio Mundialista de Ulsan  | 1 - 2     | Copa Confederaciones 2001  |
| 24 | 3 de junio de 2001       | Francia           | Ulsan            | Estadio Mundialista de Ulsan  | 0 - 4     | Copa Confederaciones 2001  |
| 25 | 16 de junio de 2001      | Costa Rica        | Ciudad de México | Estadio Azteca                | 1 - 2     | Clasificación Mundial 2002 |
| 26 | 20 de junio de 2001      | Honduras          | San Pedro Sula   | San Pedro Sula                | 1 - 3     | Clasificación Mundial 2002 |

### Goles internacionales
| # | Fecha                    | Rival             | Marcador | Resultado | Competición                    |
| - | ------------------------ | ----------------- | -------- | --------- | ------------------------------ |
| 1 | 30 de noviembre de 1995  | Colombia          | 2-0      | 2-2       | Amistoso                       |
| 2 | 3 de septiembre de 2000  | Panamá            | 1-0      | 2-0       | Clasificación Mundial 2002     |
| 3 | 27 de septiembre de 2000 | Bolivia           | 2-0      | 2-0       | Amistoso                       |
| 4 | 8 de octubre de 2000     | Trinidad y Tobago | 4-0      | 7-0       | Clasificación Mundial 2002     |
| 5 | 1 de junio de 2001       | Corea del Sur     | 1-1      | 1-2       | Copa FIFA Confederaciones 2001 |
| 6 | 20 de junio de 2001      | Honduras          | 1-2      | 1-3       | Clasificación Mundial 2002     |

## Palmarés

### Campeonatos nacionales
| Título                     | Club             | País   | Año  |
| -------------------------- | ---------------- | ------ | ---- |
| Primera División de México | Deportivo Toluca | México | 1998 |
| Primera División de México | Deportivo Toluca | México | 1999 |
| Primera División de México | Deportivo Toluca | México | 2000 |

### Distinciones individuales
| Distinción                                                        | Año  |
| ----------------------------------------------------------------- | ---- |
| Citlalli al Balón de Oro de la Primera División de México         | 2000 |
| Citlalli al mejor Centrocampista de la Primera División de México | 2000 |